# Inventario de gases de efecto invernadero

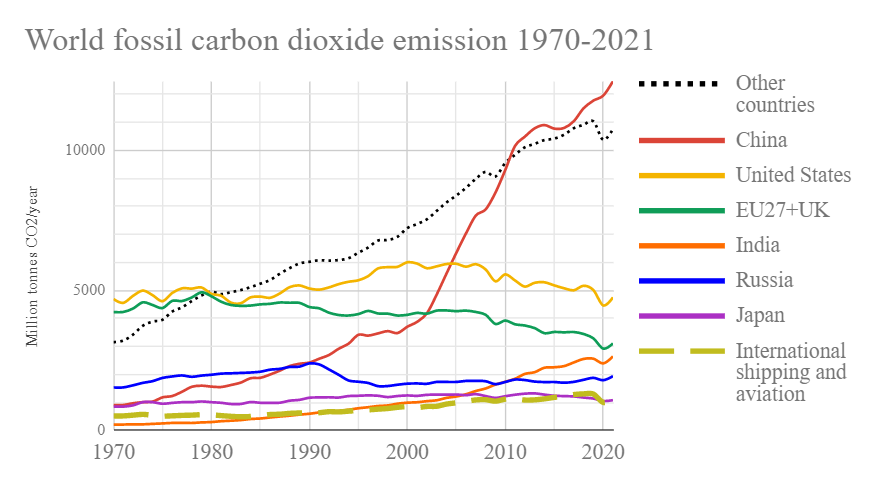
Emisiones históricas mundiales de dióxido de carbono de los 6 principales países y confederaciones.

Los inventarios de gases de efecto invernadero son un tipo de inventario de emisiones desarrollado por varias razones. Los científicos utilizan inventarios de emisiones naturales y antrópicas (causadas por el hombre) como herramientas en la construcción de modelos atmosféricos. Quienes formulan políticas utilizan estos inventarios para desarrollar nuevas estrategias de reducción de emisiones y para evaluar cómo van aquellas ya puestas en práctica. Corporaciones y agencias reguladoras también confían en estos inventarios para verificar el cumplimiento de los límites permitidos de emisiones. Las empresas, la gente y otros grupos de interés emplean estos inventarios para entender mejor las fuentes de las emisiones y sus tendencias.
A diferencia de otros inventarios de emisiones a la atmósfera, los inventarios de gases de efecto invernadero (GEI) no solo incluyen las emisiones a la atmósfera por categorías de fuente, sino también cómo los sumideros de carbono extraen de la atmósfera parte de estas emisiones. Estas extracciones suelen denominarse fijación del carbono (a veces también, por influencia del inglés, secuestro de carbono).
Los inventarios de GEI utilizan normalmente valores del potencial de calentamiento mundial (GWP por sus siglas en inglés) para combinar emisiones de varios GEI en un único valor ponderado de emisiones.
Algunos ejemplos clave de inventarios de GEI son:
- Todos los países del anexo I de la Convención Marco de las Naciones Unidas sobre el Cambio Climático (UNFCCC por sus siglas en inglés) deben informar anualmente de sus fuentes y sumideros de GEI.
- Los gobiernos nacionales que son Partes del UNFCCC o el Protocolo de Kioto deben comunicar inventarios anuales de todas las fuentes de emisiones de GEI antropogénicos y de las extracciones por sumideros.
- El Protocolo de Kioto incluye requisitos adicionales para los sistemas nacionales de inventariado, la información sobre este inventario y su revisión anual para determinar si cumple los artículos 5 y 8 de dicho protocolo.
- Quienes desarrollen proyectos de reducción de emisiones según el Mecanismo de desarrollo limpio de este protocolo deben realizar inventarios de GEI como parte de las líneas base de su proyecto.
- Empresas y otras entidades pueden realizar periódicamente inventarios de GEI para evaluar cómo se van acercando a un objetivo de reducción de emisiones.
- Esfuerzos científicos para determinar con detalle el balance total neto de GEI en la atmósfera (no se conoce con exactitud ni lo inyectado por las diversas fuentes ni lo retirado por los diversos sumideros,[1] aunque sí se ha determinado que las partes por millón de dióxido de carbono en la atmósfera están aumentando rápidamente y ello puede ocasionar efectos catastróficos).[2] Ejemplo: Proyecto Vulcan - un amplio inventario de las emisiones GEI de EE. UU.

## ISO 14064
Los estándares ISO 14064 (publicados en 2006 y a comienzos de 2007) son las adiciones más recientes a la serie de estándares internacionales ISO 14000 para la administración medioambiental. Los estándares ISO 14064 proporcionan a gobiernos, empresas, regiones y otras organizaciones un conjunto integrado de herramientas para programas destinados a medir, cuantificar y reducir las emisiones de gases de efecto invernadero (GEI). Estos estándares permiten a quienes los usan participar en regímenes de comercio de emisiones.

## Protocolo de operaciones para gobiernos locales
El Protocolo de operaciones para gobiernos locales (LGOP por sus siglas en inglés) es una herramienta para computar emisiones GEI e informar sobre ellas a través de las operaciones de un gobierno local. Adoptado por el Consejo de Recursos Atmosféricos de California (ARB por sus siglas en inglés) en septiembre de 2008 para ayudar a los gobiernos locales a elaborar y comunicar inventarios GEI consistentes con el fin de cumplir las obligaciones de reducción de emisiones California AB 32, fue desarrollado en asociación con el Registro de Acción por el Clima de California, el Registro Climático, ICLEI y docenas de actores ambientales.
La Alianza Californiana por la Sostenibilidad también creó la caja de herramientas del LGOP, que reduce sus complejidades y proporciona un resumen área por área de los protocolos de inventario recomendados.

## Formato del IPCC para inventariar emisiones GEI
Los datos en el inventario de emisiones GEI utilizan el formato del Grupo Intergubernamental de Expertos sobre el Cambio Climático (IPCC por sus siglas en inglés): 7 sectores presentados con el formato de información común (CRF por sus siglas en inglés), como debe hacerse con toda comunicación entre los países miembros de la UNFCCC y su secretaría.